# Brooks (Familienname)
Brooks ist als Variante von Brook ein ursprünglich ortsbezogener englischer Familienname, der eine nahe einem Bach lebende Person bezeichnete, abgeleitet von dem altenglischen broc.

## Namensträger

### A
- Aaron Brooks (Footballspieler) (* 1976), US-amerikanischer Footballspieler
- Aaron Brooks (Basketballspieler) (* 1985), US-amerikanischer Basketballspieler
- Aaron Brooks (Baseballspieler) (* 1990), US-amerikanischer Baseballspieler
- Aaron Brooks (Ringer) (* 2000), US-amerikanischer Ringer
- Abbey Brooks (* 1983), US-amerikanische Pornodarstellerin und Model
- Adam Brooks (Regisseur) (* 1956), kanadischer Drehbuchautor und Filmregisseur
- Adam Brooks (Politiker) (* 1975), australischer Politiker
- Adam Brooks (Eishockeyspieler) (* 1996), kanadischer Eishockeyspieler
- Ahmad Brooks (* 1984), US-amerikanischer American-Football-Spieler
- Aimee Brooks (* 1974), US-amerikanische Filmproduzentin und Schauspielerin
- Alan Brooks (* 1977), britischer Choreograph, Balletttänzer und Tanzpädagoge
- Albert Brooks (* 1947), US-amerikanischer Schauspieler
- Alfred Hulse Brooks (1871–1924), US-amerikanischer Chef-Geologe des USGS für Alaska
- Alfred Johnson Brooks (1890–1967), kanadischer Oberst der Canadian Army, Rechtsanwalt und Politiker
- Alfred Mansfield Brooks (1870–1963), US-amerikanischer Kunsthistoriker
- Alice Brooks, US-amerikanische Kamerafrau
- Alison Brooks (* vor 1990), Schauspielerin
- Alison Brooks (* 1962), kanadisch-britische Architektin
- Allan Brooks (1869–1946), britisch-kanadischer Vogelmaler und Ornithologe
- Amanda Brooks (* 1981), US-amerikanische Schauspielerin
- Amber Brooks (* 1991), US-amerikanische Fußballspielerin
- Andrea Brooks (* 1989), kanadische Schauspielerin
- Angie E. Brooks (1928–2007), liberianische Politikerin
- Anna Brooks (* 1974), britische Jazzmusikerin
- Anthony Brooks (* 1950), US-amerikanischer Ruderer
- Anthony M. Brooks (1922–2007), britischer Agent
- Art Brooks (1892–1987), kanadischer Eishockeytorwart
- Arthur Brooks (Musiker, 1933) (1933–2015), US-amerikanischer Sänger und Songwriter, Mitgründer von The Impressions
- Arthur Brooks (Trompeter), US-amerikanischer Trompeter
- Arthur C. Brooks (* 1964), US-amerikanischer Wirtschaftswissenschaftler
- Avery Brooks (* 1948), US-amerikanischer Schauspieler und Regisseur

### B
- Belinda Brooks (* 1977), australische Wasserballspielerin
- Ben Brooks (* 1992), britischer Schriftsteller
- Benjamin Brooks (* 1979), australischer Radrennfahrer
- Bernice Brooks (* ≈1960), US-amerikanische Schlagzeugerin
- Billy Brooks (Trompeter) (1926–2002), US-amerikanischer Jazztrompeter und Bandleader
- Billy Brooks (Perkussionist) (1943–2023), US-amerikanischer Jazzperkussionist
- Billy Brooks (Footballspieler) (* 1953), US-amerikanischer Football-Spieler
- Birnie Stephenson-Brooks, Juristin und Richterin in der Karibik aus Guyana
- Bradley Brooks (* 2000), englischer Dartspieler
- Brandon Brooks (Wasserballspieler) (* 1981), US-amerikanischer Wasserballspieler
- Brandon Brooks (Basketballspieler) (* 1987), US-amerikanischer Basketballspieler
- Brandon Brooks (Footballspieler) (* 1989), US-amerikanischer Footballspieler
- Brendan Brooks (* 1978), kanadischer Eishockeyspieler
- Bryant B. Brooks (1861–1944), US-amerikanischer Politiker
- Bubba Brooks (1922–2002), US-amerikanischer Jazzmusiker und Komponist

### C
- C. Wayland Brooks (1897–1957), US-amerikanischer Politiker (Republikanische Partei)
- Caroline Shawk Brooks (1840–1913), US-amerikanische Bildhauerin
- Casey Brooks, US-amerikanische Filmeditorin
- Cecil Brooks I, US-amerikanischer Konzertpianist
- Cecil Brooks II, US-amerikanischer Bebop-Schlagzeuger
- Cecil Brooks III (* 1961), US-amerikanischer Jazz-Schlagzeuger
- Cecil Brooks (Trompeter) (* 1960), US-amerikanischer Jazztrompeter
- Cecil Joslin Brooks (1875–1953), englischer Insektenkundler und Botaniker
- Cedric Brooks (1943–2013), jamaikanischer Musiker
- Charles Ernest Pelham Brooks (1888–1957), britischer Meteorologe
- Charles Franklin Brooks (1891–1958), US-amerikanischer Meteorologe
- Charles W. Brooks (1897–1957), US-amerikanischer Politiker
- Charlie Brooks (Radsportler) (1881–1937), britischer Radsportler
- Charlie Brooks (Mörder) (Charles Brooks junior; 1942–1982), US-amerikanischer Mörder
- Charlie Brooks (Schauspielerin) (* 1981), britische Schauspielerin
- Charlotte Brooks († 2014), US-amerikanische Fotografin und Fotojournalistin
- Chris Brooks (Eishockeyspieler, 1972) (* 1972), kanadischer Eishockeyspieler und -trainer
- Chris Brooks (Eishockeyspieler, 1982) (* 1982), US-amerikanischer Eishockeyspieler
- Chris Brooks (Snookerspieler), britischer Snookerspieler
- Chris Brooks (Turner) (* 1986), US-amerikanischer Turner
- Chris Brooks (Footballspieler) (* 2000), US-amerikanischer American-Football-Spieler

- Cleanth Brooks (1906–1994), US-amerikanischer Literaturwissenschaftler
- Clifford Brooks (* 1944), barbadischer Zehnkämpfer
- Clive Jack Montague Brooks, Geburtsname von Clive Exton (1930–2007), britischer Drehbuchautor
- Colin Brooks (* 1970), australischer Politiker
- Corrin Brooks-Meade (* 1988), englisch-montserratischer Fußballspieler

### D
- Dallas Brooks (1896–1966), britischer General und Politiker
- Danielle Brooks (* 1989), US-amerikanische Schauspielerin
- Darin Brooks (* 1984), US-amerikanischer Schauspieler
- Dave Brooks (* 1939), US-amerikanischer Eishockeyspieler
- David Allen Brooks (* 1947), US-amerikanischer Schauspieler
- David Brooks (Politiker) (1756–1838), US-amerikanischer Jurist und Politiker
- David Brooks, 5. Baron Crawshaw (* 1934), britischer Peer und Politiker (Conservative Party)
- David Brooks (Politiker) (1756–1838), US-amerikanischer Politiker
- David Brooks (Schauspieler) (1915–1999), US-amerikanischer Schauspieler, Sänger und Regisseur
- David Brooks (Rugbyspieler, 1924) (1924–2002), englischer Rugby-Union-Spieler und -Funktionär
- David Brooks (Eishockeyspieler) (* 1939), US-amerikanischer Eishockeyspieler
- David Brooks (Regisseur, 1944) (1944–1969), US-amerikanischer Regisseur
- David Brooks (Schriftsteller) (* 1953), australischer Schriftsteller und Hochschullehrer
- David Brooks (Journalist) (* 1961), kanadischer Wirtschaftsjournalist
- David Brooks (Rugbyspieler, 1962) (* 1962), australischer Rugby-League-Spieler
- David Brooks (Regisseur, II), US-amerikanischer Regisseur
- David Brooks (Fußballspieler) (* 1997), englisch-walisischer Fußballspieler
- David Kenneth Brooks, eigentlicher Name von Bubba Brooks (1922–2002), US-amerikanischer Saxophonist
- Dean Brooks († 2013), US-amerikanischer Psychiater
- Declan Brooks (* 1996), britischer BMX-Radsportler
- De’Mon Brooks (* 1992), US-amerikanischer Basketballspieler
- Dennis Brooks (* 1974), Radrennfahrer der Cayman Islands
- Derrick Brooks (* 1973), US-amerikanischer American-Football-Spieler
- Dillon Brooks (* 1996), kanadischer Basketballspieler
- Donald Brooks (1928–2005), US-amerikanischer Modedesigner
- Donnie Brooks (1936–2007), US-amerikanischer Rocksänger
- Dudley Brooks (1913–1989), US-amerikanischer Jazzmusiker

### E
- Edmond Brooks (1950–2022), australischer Wasserballspieler
- Edward H. Brooks (1893–1978), US-amerikanischer Offizier, Generalleutnant der US Army
- Edward Schroeder Brooks (1867–1957), US-amerikanischer Politiker
- Edwin B. Brooks (1868–1933), US-amerikanischer Politiker
- Edwy Searles Brooks (1889–1965), britischer Schriftsteller
- Elbridge Streeter Brooks (1846–1902), englischer Autor
- Elkie Brooks (* 1945), britische Musikerin
- Emmerson Brooks-Meade (* 1983), anguillanischer Fußballspieler
- Ernest Brooks (Fotograf) (1876–1957), britischer Fotograf
- Ernest Brooks (Rugbyspieler) (1884–1940), englischer Rugbyspieler
- Ernest Brooks (Fußballspieler) (1894–1962), englischer Fußballspieler
- Ernest Walter Brooks (1863–1955), englischer Syrologe
- Ethel Brooks, US-amerikanische Soziologin

### F
- Francis Brooks (1924–2010), nordirischer Geistlicher, Bischof von Dromore
- Frank Brooks (* 1978), US-amerikanischer Baseballspieler
- Franklin E. Brooks (1860–1916), US-amerikanischer Politiker
- Freddy Brooks (* 1969), kubanischer Volleyballspieler
- Frederick P. Brooks (1931–2022), US-amerikanischer Informatiker

### G
- Gareth Brooks (* 1978), neuseeländischer Hockeyspieler
- Garnet Brooks (1937–2009), kanadischer Sänger und Gesangspädagoge
- Garth Brooks (* 1962), US-amerikanischer Musiker
- Gene Brooks, US-amerikanischer Blues-, R&B- und Jazzmusiker
- George Brooks (Fußballspieler, 1887) (1887–1918), englischer Fußballspieler
- George Brooks (Fußballspieler, 1892) (1892–1966), englischer Fußballspieler
- George Brooks (Musiker) (* 1956), US-amerikanischer Jazzmusiker
- George M. Brooks (1824–1893), US-amerikanischer Politiker
- Geraldine Brooks (Schauspielerin) (1925–1977), US-amerikanische Schauspielerin
- Geraldine Brooks (Schriftstellerin) (* 1955), australische Journalistin und Schriftstellerin
- Gerard Brooks, britischer Organist und Hochschullehrer
- Golden Brooks (* 1970), US-amerikanische Schauspielerin
- Gwendolyn Brooks (1917–2000), US-amerikanische Autorin

### H
- Hadda Brooks (1916–2002), US-amerikanische Pianistin, Sängerin und Komponistin
- Harold K. Brooks (* 1924), US-amerikanischer Paläontologe
- Harriet Brooks (1876–1933), kanadische Physikerin
- Harry Brooks (1895–1970), US-amerikanischer Pianist, Komponist und Songwriter
- Harry W. Brooks Jr. (1928–2017), US-amerikanischer Generalmajor
- Harvey Brooks (* 1944), US-amerikanischer Rock-Bassist
- Harvey Brooks (Physiker) (1915–2004), US-amerikanischer Physiker
- Hazel Brooks (1924–2002), US-amerikanische Schauspielerin
- Herb Brooks (1937–2003), US-amerikanischer Eishockeyspieler und -trainer
- Holly Brooks (* 1982), US-amerikanische Skilangläuferin

### J
- J. Twing Brooks (Joshua Twing Brooks; 1884–1956), US-amerikanischer Politiker
- Jack Brooks (1912–1971), britisch-amerikanischer Liedtexter
- Jack Bascom Brooks (1922–2012), US-amerikanischer Politiker
- Jacqueline Brooks (* 1967), kanadische Dressurreiterin
- James Brooks (Politiker) (1810–1873), US-amerikanischer Politiker
- James Brooks (Maler) (1906–1992), US-amerikanischer Maler
- James Brooks (Footballspieler, 1958) (* 1958), US-amerikanischer American-Football-Spieler
- James Brooks (Rugbyspieler) (* 1980), englischer Rugby-Union-Spieler
- James Brooks (Footballspieler, 1988) (*  1988), US-amerikanischer American-Football-Spieler
- James L. Brooks (* 1940), US-amerikanischer Drehbuchautor, Filmproduzent, Filmregisseur und Schauspieler
- Jason Brooks (* 1966), US-amerikanischer Schauspieler
- Javille Brooks (* 1984), anguillanischer Fußballspieler
- Jean Brooks (1903–1991), deutsche Schauspielerin, siehe Lotte Palfi-Andor
- Jean Brooks (Schauspielerin) (1915–1963), US-amerikanische Schauspielerin
- Jerry Brooks (* 1965), US-amerikanischer Schauspieler und Komiker, siehe J. B. Smoove
- Joe Brooks (Politiker) (1812–1877), US-amerikanischer Politiker
- Joe Brooks (Fußballspieler, 1878) (1878–1952), englischer Fußballspieler
- Joe Brooks (Fußballspieler, 1885) (1885–1944), englischer Fußballspieler
- Joe Brooks (Schauspieler) (1923–2007), US-amerikanischer Schauspieler
- Joe Brooks (Biathlet) (* 1971), britischer Biathlet
- Joe Brooks (Sänger) (* 1987), britischer Singer-Songwriter
- John Brooks (Politiker, 1752) (1752–1825), US-amerikanischer Politiker, Gouverneur von Massachusetts
- John Brooks (Leichtathlet) (1910–1990), US-amerikanischer Weitspringer
- John Brooks, Baron Brooks of Tremorfa (1927–2016), britischer Politiker und Boxsport-Funktionär
- John Brooks (Politiker, 1949) (* 1949), US-amerikanischer Politiker (New York)
- John Brooks (Schiedsrichter) (* 1990), britischer Fußballschiedsrichter
- John Anthony Brooks (* 1993), deutsch-US-amerikanischer Fußballspieler
- John Benson Brooks (1917–1999), US-amerikanischer Jazzmusiker
- John Boultbee Brooks (1846–1921), britischer Erfinder und Unternehmer, siehe Brooks England
- John E. Brooks (1923–2012), US-amerikanischer Jesuit und Hochschullehrer
- John Pascal Brooks (1861–1957), US-amerikanischer Bauingenieur
- Johnny Brooks (1931–2016), englischer Fußballspieler und Manager
- Jordyn Brooks (* 1997), US-amerikanischer American-Football-Spieler
- Joseph Brooks (1938–2011), US-amerikanischer Regisseur und Produzent

### K
- Kayini Brooks-Belle (* 1994), anguillanischer Fußballspieler
- Keante Brooks (* 2007), anguillanischer Fußballspieler
- Kenny Brooks (* 1966), US-amerikanischer Jazzmusiker
- Kevin Brooks (* 1959), britischer Schriftsteller
- Kevin Brooks (Basketballspieler) (* 1969), US-amerikanischer Basketballspieler
- Khalid Brooks (* 1985), anguillanischer Fußballspieler
- Kimberly Brooks (* 1981), US-amerikanische Synchronsprecherin
- Kimberly Brooks (Schauspielerin) (* 1968), US-amerikanische Schauspielerin

### L
- Lance Brooks (* 1984), US-amerikanischer Diskuswerfer
- Lela Brooks (1908–1990), kanadische Eisschnellläuferin
- Leslie Brooks (1922–2011), US-amerikanische Filmschauspielerin
- Lily Brooks-Dalton (* 1987), US-amerikanische Schriftstellerin
- Lonnie Brooks (1933–2017), US-amerikanischer Blues-Gitarrist
- Louise Brooks (1906–1985), US-amerikanische Schauspielerin

### M
- M. L. Brooks (1905–nach 1959), US-amerikanischer Lehrer und Politiker (Demokratische Partei)
- Madeleine Brooks (* 1997), britische Tennisspielerin
- Mailen Brooks (* 2000), kubanische Speerwerferin
- Mark Brooks (Golfspieler) (* 1951), US-amerikanischer Golfspieler
- Mark Brooks (Comiczeichner) (* 1973), US-amerikanischer Comiczeichner
- Mark Brooks (Regisseur), US-amerikanischer Filmregisseur, Produzent, Drehbuchautor und Musiker
- MarShon Brooks (* 1989), US-amerikanischer Basketballspieler
- Martha Brooks (* 1944), kanadische Schriftstellerin und Jazzsängerin
- Martin E. Brooks (1925–2015), US-amerikanischer Schauspieler
- Matilda Moldenhauer Brooks (1888–1981), US-amerikanische Biologin
- Max Brooks (* 1972), US-amerikanischer Autor und Drehbuchautor
- Mehcad Brooks (* 1980), US-amerikanischer Schauspieler
- Mel Brooks (* 1926), US-amerikanischer Schauspieler und Produzent
- Meredith Brooks (* 1958), US-amerikanische Sängerin
- Micah Brooks (1775–1857), US-amerikanischer Politiker
- Michael Brooks (Musikhistoriker), US-amerikanischer Musikhistoriker und -produzent
- Michael Brooks (Basketballspieler) (1958–2016), US-amerikanischer Basketballspieler
- Michael Brooks (Schachspieler) (Michael A. Brooks; * 1961), US-amerikanischer Schachspieler
- Michael Brooks (Footballspieler, 1964) (* 1964), US-amerikanischer American-Football-Spieler (Linebacker)
- Michael Brooks (Footballspieler, 1967) (* 1967), US-amerikanischer American-Football-Spieler (Safety)
- Michael Brooks (Physiker) (* 1970), britischer Physiker und Wissenschaftsjournalist
- Michael Brooks (Footballspieler, 1991) (* 1991), US-amerikanischer American-Football-Spieler (Defensive Tackle)
- Michael J. Brooks (1983–2020), US-amerikanischer politischer Journalist, Moderator und Autor
- Mo Brooks (* 1954), US-amerikanischer Politiker

### N
- Nathan Brooks (auch Nate Brooks; * 1933), US-amerikanischer Boxer
- Nathan C. Brooks (1809–1898), US-amerikanischer Historiker und Schriftsteller
- Neil Brooks (* 1962), australischer Schwimmer
- Nicholas Brooks (Historiker) (1941–2014), britischer Historiker
- Nicholas Brooks (Spezialeffektkünstler) (* 1964), britischer Spezialeffektkünstler
- Norman Brooks (Schwimmer) (1910–1953), britischer Schwimmer
- Norman Brooks (1928–2006), kanadischer Sänger

### O
- Overton Brooks (1897–1961), US-amerikanischer Politiker

### P
- Paige Brooks (* 1980), US-amerikanische Schauspielerin, Tänzerin, Sängerin und Model
- Patricia Brooks (Tänzerin), britische Tänzerin und Schauspielerin
- Patricia Brooks (Sängerin) (1937–1993), US-amerikanische Sängerin (Sopran) und Schauspielerin
- Patricia Brooks (Schriftstellerin) (* 1957), österreichische Schriftstellerin
- Patricia J. Brooks (* 1965), US-amerikanische Psychologin und Hochschullehrerin
- Pattie Brooks, US-amerikanische Disco-Sängerin
- Paul Brooks (* 1959), britischer Filmproduzent
- Pendieno Brooks (* 2001), Fußballtorwart der Turks- und Caicosinseln
- Perry Brooks (* 1993), bahamaischer Fußballspieler
- Phil Brooks (* 1978), US-amerikanischer Wrestler, siehe CM Punk
- Phillips Brooks (1835–1893), US-amerikanischer Geistlicher, Bischof der Episkopalkirche
- Phyllis Brooks (1915–1995), US-amerikanisches Schauspielerin und Fotomodel
- Preston Brooks (1819–1857), US-amerikanischer Politiker

### Q
- Quentin Brooks (1920–2007), US-amerikanischer Sportschütze

### R
- R. Leonard Brooks (1916–1993), britischer Mathematiker
- Ralph G. Brooks (1898–1960), US-amerikanischer Politiker (Nebraska)
- Rand Brooks (1918–2003), US-amerikanischer Schauspieler
- Randy Brooks (1919–1967), US-amerikanischer Jazztrompeter und Bandleader
- Randy Brooks (Schauspieler) (* 1950), US-amerikanischer Schauspieler
- Ray Brooks (* 1939), britischer Schauspieler
- Rayshard Brooks (1992 oder 1993–2020), US-amerikanisches Opfer eines Polizeieinsatzes, siehe Todesfall Rayshard Brooks
- Rebekah Brooks (* 1968), britische Journalistin
- Reginald Brooks-King (1861–1938), britischer Bogenschütze
- Richard Brooks (1912–1992), US-amerikanischer Regisseur
- Richard Brooks (Schauspieler) (* 1962), US-amerikanischer Schauspieler
- Rick Brooks (* 1956), US-amerikanischer Basketballtrainer
- Robert Brooks (Footballspieler), US-amerikanischer Footballspieler
- Robert Angus Brooks (1920–1976), US-amerikanischer Altphilologe
- Robert C. Brooks (1874–1941), US-amerikanischer Politikwissenschaftler
- Robert W. Brooks (1952–2002), US-amerikanischer Mathematiker
- Rodney A. Brooks (* 1954), australischer Kognitionswissenschaftler
- Romaine Brooks (1874–1970), US-amerikanische Malerin und Bildhauerin
- Ronnie Baker Brooks (* 1967), US-amerikanischer Bluesmusiker
- Roy Brooks (1938–2005), US-amerikanischer Jazzschlagzeuger
- Ryan Brooks (* 1988), US-amerikanischer Basketballspieler

### S
- Scott Brooks (* 1965), amerikanischer Basketballtrainer
- Shamarh Brooks (* 1988), Cricketspieler der West Indies
- Sheri-Ann Brooks (* 1983), jamaikanische Sprinterin
- Skylan Brooks (* 1999), US-amerikanischer Schauspieler
- Stan Brooks († 2013), US-amerikanischer Radiojournalist
- Stella Brooks (1915–2002), US-amerikanische Jazz-Sängerin
- Steve Brooks (Jockey) (1922–1979), US-amerikanischer Jockey
- Steve Brooks (Ruderer) (* 1948), US-amerikanischer Ruderer
- Steven Brooks (* 1973), US-amerikanischer Politiker
- Susan Brooks (* 1960), US-amerikanische Politikerin

### T
- Taliyah Brooks (* 1995), US-amerikanische Siebenkämpferin
- Terry Brooks (* 1944), US-amerikanischer Autor
- Thomas Brooks (Theologe) (1608–1680), englischer Theologe und Prediger
- Thomas Brooks (Maler) (1818–1891), britischer Maler
- Thomas Brooks (Politiker) (1880–1958), britischer Politiker
- Tia Brooks (* 1990), US-amerikanische Kugelstoßerin
- Tina Brooks (1932–1974), US-amerikanischer Jazzmusiker
- Tony Brooks (1932–2022), britischer Formel-1-Rennfahrer
- Tony Dean Brooks (* 1950), US-amerikanischer Ruderer und Olympiateilnehmer
- Tracy Brooks Swope (* 1952), US-amerikanische Schauspielerin
- Travis Brooks (* 1980), australischer Hockeyspieler
- Travis E. Brooks (1917–1976), US-amerikanischer Pilzkundler

### V
- Van Wyck Brooks (1886–1963), US-amerikanischer Literaturkritiker
- Victor Brooks (Schauspieler) (1918–1999), britischer Schauspieler
- Victor Brooks (Leichtathlet) (* 1941), jamaikanischer Leichtathlet
- Vincent K. Brooks (* 1958), US-amerikanischer Brigadegeneral
- Virginia Brooks (Feministin) (1886–1929), US-amerikanische Feministin
- Virginia Brooks, Ehename von Virginia Vernon (1894–1971), französische Sängerin und Schauspielerin

### W
- William Brooks (Architekt) (1786–1867), britischer Architekt
- William Brooks (Fußballspieler) (1873–??), englischer Fußballspieler
- William Brooks (Paläontologe), Paläontologe
- William Edwin Brooks (1828–1899), US-amerikanischer Vogelkundler
- William Keith Brooks (1848–1908), US-amerikanischer Zoologe
- William P. Brooks (1851–1938), US-amerikanischer Agrarwissenschaftler
- William Robert Brooks (1844–1921), US-amerikanischer Astronom
- William T. Brooks (1887–1964), US-amerikanischer Soldat, Immobilienmakler, Geschäftsmann und Politiker
- William T. H. Brooks (1821–1870), US-amerikanischer General
- Winthrop Sprague Brooks (1887–1965), US-amerikanischer Zoologe